# 李溥 (嘉靖進士)
李溥（1517年—？年），字公甫，號明菴，直隸真定府定州人，民籍，治《詩經》。

## 生平
二月十三日生，行一，由國子生中式嘉靖二十八年（1549年）己酉科順天府鄉試第八十三名舉人，會試中式第三百六十七名。年三十七歲中式嘉靖四十四年乙丑科第三甲第二百九十名進士。都察院观政，四十五年八月授山西夏县知县，隆慶四年（1570年）三月升户部主事，万历三年（1575年）十月复除本部，五年七月升员外，七年三年升郎中，八年十二月升陕西副使，九年二月听降，卒。

## 家族
曾祖李傑；祖李鑾；父李美；母陳氏。慈侍下，妻穆氏，弟李溱；李濟；李涣。